# Drosendorf-Zissersdorf
Drosendorf-Zissersdorf är en stadskommun  i distriktet Horn i förbundslandet Niederösterreich i Österrike. Kommunen är belägen cirka 25 kilometer norr om distriktshuvudorten Horn vid floden Thaya. Drosendorf fick stadsrättigheter redan under 1300-talet.
Huvudort i kommunen är Drosendorf Stadt. I norr gränsar kommunen till Tjeckien.

## Stadsbild
Den lilla staden Drosendorf Stadt (något över 500 invånare) är mycket väl bevarad med hus från 1500- och 1600-talen, omgiven av en stadsmur med två stadsportar, stadsborgen från 1100-talet som byggts om till slott på 1600- och 1700-talen och sengotisk stadskyrka (Sankt-Martinskyrkan). Det trekantiga torget vid kyrkan pryds av en trefaldighetskolonn.
Det före detta lasarettet inhyser idag Franz-Kiessling-museet.

## Orter
Kommunen består av 12 orter (Ortschaften) (inom parentes invånarantal 1 januari 2024):

- Autendorf (36)
- Drosendorf Altstadt (78)
- Drosendorf Stadt (504)
- Elsern (65)
- Heinrichsreith (59)
- Oberthürnau (44)
- Pingendorf (24)
- Unterthürnau (7)
- Wolfsbach (87)
- Wollmersdorf (29)
- Zettlitz (38)
- Zissersdorf (207)